# 廖滿嫦
廖滿嫦（Joanne Liu，1965年4月11日—），著名華裔加拿大醫生，自2013年6月到目前擔任無國界醫生國際主席。廖醫生在加拿大出生，她的父母在1951年從中國廣東臺山移居加拿大。

## 生平
出生於加拿大魁北克省魁北克市，父母是來自廣東省台山市的移民。後來入讀麥吉爾大學醫學院，並在圣贾斯汀医学中心接受醫學訓練。